# Пограничный мост Багратшан Садахло
Пограничный мост Баграташен-Садахло — два автодорожных железобетонных балочных моста через реку Дебед, соединяющих села Баграташен (Тавушская область Армении) и Садахло (край Квемо-Картли Грузии).

## История
Существующие мосты были построены взамен старого моста чтобы увеличить пропускную способность пограничного перехода в рамках проекта модернизации Северного Коридора. Заказчиком выступили две организации — Министерство землеустройства и инфраструктуры Республики Армения и Департамент дорог при Министерстве регионального развития и инфраструктуры Грузии, а бюджет проекта составил около 9 млн евро.
В 2016 году в присутствии иранской компании (Туннель Ариана Дам) и в присутствии посла Ирана в здании Министерства транспорта и информационных технологий Армении был подписан договор об строительстве объекта. Работы по строительству начались в середине мая 2021 года и закончилась в конце июня 2022 года. Официальное открытие моста, получившего название мост Дружбы, состоялось 19 августа 2022 года в присутствии премьер-министров Армении и Грузии.

## Конструкция
Вновь построенные мосты включают в себя 2 отдельных моста, каждый мост имеет пять пролетов по 32 м и ширину по 12,45 м. Максимальная высота от фундамента до настила моста составляет около 19 м. Один пролёт каждого моста перекрывает пути Грузинской железной дороги, а остальные четыре пролёта — над рекой. Также на армянской стороне построен железобетонный туннель с размерами 26х36 м и средней высотой 7 м. Длина каждого моста составляет 186 м.